# Espagne aux Jeux olympiques d'hiver de 2010
Cet article contient des informations sur la participation et les résultats de l'Espagne aux Jeux olympiques d'hiver de 2010 à Vancouver au Canada.

## Cérémonies d'ouverture et de clôture

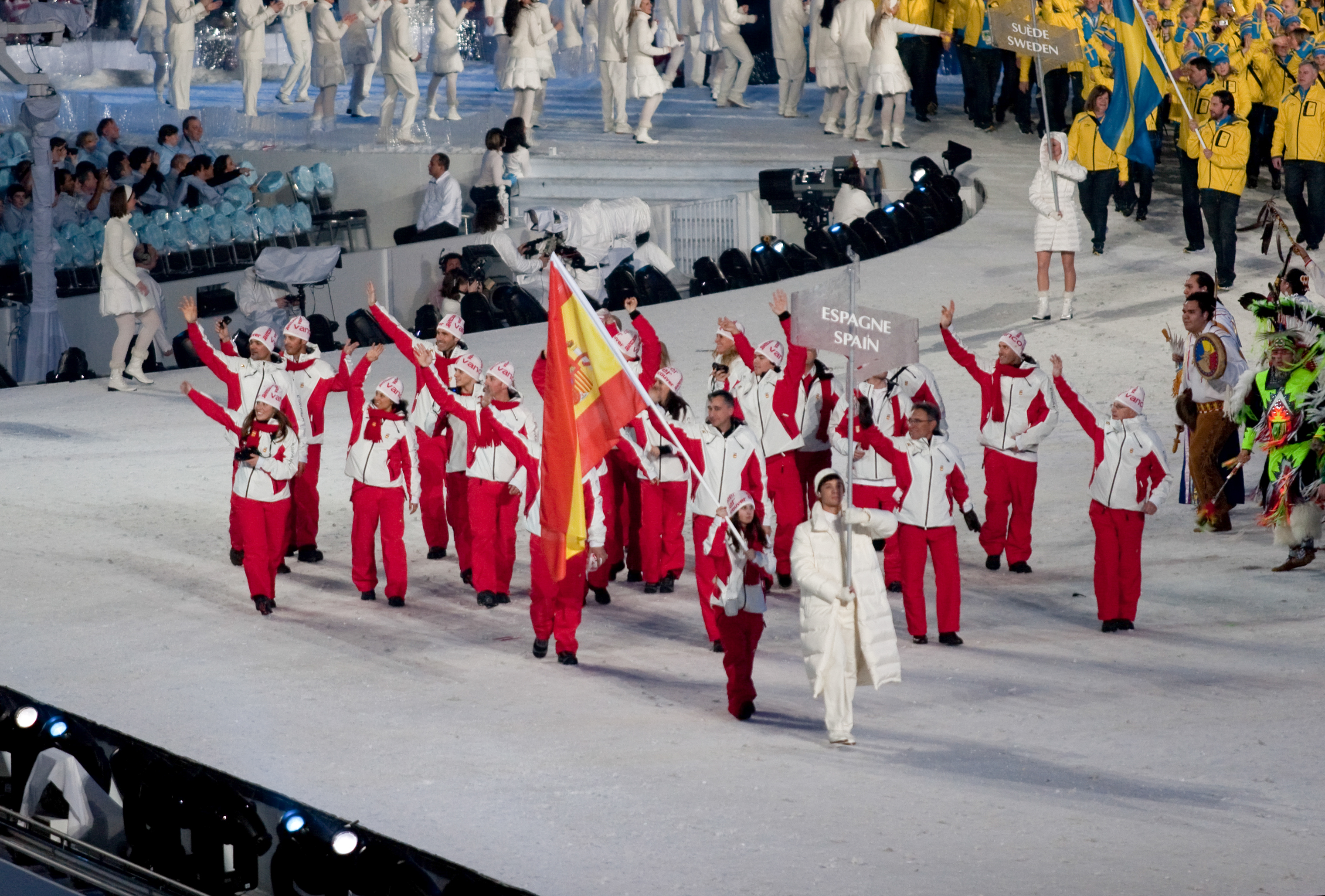
Entrée de la délégation espagnole lors de la cérémonie d'ouverture.

Comme cela est de coutume, la Grèce, berceau des Jeux olympiques, ouvre le défilé des nations, tandis que le Canada, en tant que pays organisateur, ferme la marche. Les autres pays défilent par ordre alphabétique. L'Espagne est la 73e des 82 délégations à entrer dans le BC Place Stadium de Vancouver au cours du défilé des nations durant la cérémonie d'ouverture, après l'Afrique du Sud et avant la Suède. Cette cérémonie est dédiée au lugeur géorgien Nodar Kumaritashvili, mort la veille après une sortie de piste durant un entraînement. Le porte-drapeau du pays est la snowboardeuse Queralt Castellet.
Lors de la cérémonie de clôture qui se déroule également au BC Place Stadium, les porte-drapeaux des différentes délégations entrent ensemble dans le stade olympique et forment un cercle autour du chaudron abritant la flamme olympique. Le drapeau espagnol est alors porté par la fondeuse Laura Orgué.

## Engagés par sport

### Biathlon
- Victoria Padial Hernandez

### Patinage artistique
L'Espagne a un qualifié pour l'épreuve hommes et une pour l'épreuve dames.
Femmes
- Sonia Lafuente

Hommes
- Javier Fernández

### Skeleton
- Ander Mirambell

### Ski acrobatique
- Rocio Delgado

### Ski alpin
Hommes
- Paul de la Cuesta
- Ferran Terra

Femmes
- María José Rienda Contreras
- Carolina Ruiz Castillo
- Andrea Jardi

### Ski de fond
Hommes
- Javier Gutierrez
- Diego Ruiz
- Vinces Villarrubla

Femmes
- Laura Orgué

### Snowboard
Femmes
- Queralt Castellet

Hommes
- Jordi Font
- Regino Hernández
- Ruben Verges

## Diffusion des Jeux en Espagne
Les Espagnols peuvent suivre les épreuves olympiques en regardant les chaînes Teledeporte, TVE 1 et La 2 du groupe Radio Televisión Española (RTVE), ainsi que sur le câble et le satellite sur Eurosport. La RTVE, Eurosport et Eurovision permettent d'assurer la couverture médiatique espagnole sur Internet.